# Комарово (Польща)
Комарово (пол. Komarowo, нім. Karlshof) — село в Польщі, у гміні Ґоленюв Голеньовського повіту Західнопоморського воєводства.
Населення — 607 осіб (2011).
У 1975-1998 роках село належало до Щецинського воєводства.

## Демографія
Демографічна структура станом на 31 березня 2011 року:
|          | Загалом | Допрацездатний вік | Працездатний вік | Постпрацездатний вік |
| -------- | ------- | ------------------ | ---------------- | -------------------- |
| Чоловіки | 304     | 51                 | 237              | 16                   |
| Жінки    | 303     | 70                 | 169              | 64                   |
| Разом    | 607     | 121                | 406              | 80                   |